# Fieni

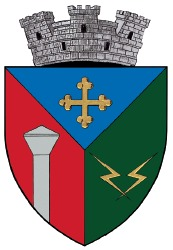
Herb miasta Fieni

Fieni – miasto w południowej Rumunii, w okręgu Dymbowica, nad rzeką Jałomica. Liczy 8092 mieszkańców (dane na rok 2002).
W mieście znajduje się zabytkowy kościół z 1804 oraz cementownia należąca do niemieckiej firmy HeidelbergCement. Klub piłkarski z tego miasta, Cimentul Fieni, został założony w 1936.